# Præstø Amt
Præstø Amt blev dannet ved en sammenlægning af først Tryggevælde Amt og Vordingborg Amt, i 1750, og i 1803 kom Møn Amt med.
Amtet blev i 1970 lagt sammen med Maribo Amt til Storstrøms Amt.
I det danske nummerpladesystem havde Præstø Amt bogstavet H fra 1903 til 1958, og da systemet i dette år blev omlagt, fik Næstved HA, Store Heddinge HH, Præstø HM, Vordingborg HR og Stege HU.

## Amtmænd
- 1803 – 1808: Rudolph Bielke
- 1808 – 1823: Christian Conrad Sophus Danneskiold-Samsøe
- 1823 – 1824: Ehrenreich Kristoffer Ludvig Moltke
- 1824 – 1831: Sigismund Ludvig Schulin
- 1831 – 1836: Hans Schack Knuth
- 1836 – 1836: Jens Andreas Graah
- 1837 – 1849: Johan Ferdinand de Neergaard[1]
- 1849 – 1885: Fritz Brun (konstitueret det første år)